# جاكوب شميد
جاكوب شميد (بالإنجليزية: Jacob Schmid) هو دراج على المضمار أسترالي، ولد في 18 يناير 1994.

## وصلات خارجية
- جاكوب شميد على موقع أرشيف الدراجات (الإنجليزية)